# Драгољуб Милановић
Драгољуб Милановић (Блаце, 17. јун 1948) српски је новинар. Био је генерални директор Радио-телевизије Србије (РТС) за време НАТО бомбардовања СР Југославије.

## Биографија
Драгољуб Милановић рођен је 17. јуна 1948. године у граду Блаце. Студирао је југословенски језик и књижевност на Универзитету у Приштини. Потом је радио као новинар за РТВ Приштина и за лист Политика Експрес који излази у Београду. Године 1989. изабран је за извршног секретара Савеза комуниста Србије. Од 1992. године био је главни и одговорни уредник информативне редакције РТС-а, а 1995. године од Владе Србије постављен је за директора РТС-а.
Током НАТО бомбардовања, зграду РТС-а у Београду бомбардовао је НАТО у ноћи 23. априла 1999. године, при чему је убијено 16 радника, а неколико их је тешко повређено. Амнести интернашонал је напад описао као ратни злочин.
Драгољуб Милановић је 2002. године осуђен на десет година затвора због „повреде јавне безбедности” из члана 194. став 1. и 2. тадашњег Кривичног закона Републике Србије. Суд је утврдио да је он био упозорен и да је стога требало да пошаље раднике кући у складу са државним безбедносним правилима. Политички, Милановић је оптужен да је намерно угрожавао животе запослених на нижим нивоима одговорности како би повећао број цивилних жртава и тиме дискредитовао НАТО. Милановић се осврнуо на своју дужност да испуни задатак емитовања и да информише становништво о последицама рата. Није било сигурног места за рад и није могао да замисли да НАТО намерно бомбардује цивилну мету.
У јануару 2000. године, Шпигел је известио да је 24 сата раније НАТО прекинуо напад који је већ био започет када је постало јасно да многи запослени РТС-а још увек раде у згради преко ноћи. Потом су послата непогрешива упозорења. Када су бројни запослени тада одбили да се појаве у ноћној смени, Милановић је свима који су изостали без оправдања запретио отказима. Амнести интернашонал, међутим, тврди да није било упозорења.
У посебном кривичном поступку, Милановић је 2007. године оптужен за повреду поверења. Он је оптужен да је непрописном доделом стамбеног простора од емитера примио око 470.000 евра незаконитих плаћања.
У септембру 2010. године, Петер Хандке и француски лекар Патрик Барио покренули су кампању за ослобађање Милановића.
Милановић је био затворен у КПЗ Забела у Пожаревцу. Пуштен је на слободу крајем августа 2012. године.